# Gai Cosconi
|  | Per a altres significats, vegeu «Gai Cosconi (desambiguació)». |

Gai Cosconi (en llatí: Gaius Cosconius) va ser un magistrat romà del segle i aC. Formava part de la gens Coscònia, una gens romana d'origen plebeu.
Va ser pretor durant la guerra social l'any 89 aC i es va distingir en la lluita, i juntament amb el general Lucceu, segons Titus Livi, van derrotar els samnites en una batalla van matar Màrius Egnaci, un dels més distingits generals enemics, i van rebre la rendició de moltes ciutats. Apià diu que Cosconi va incendiar Salàpia, va ocupar Cannes i va assetjar Canusium. Però davant Canusium un exèrcit samnita va arribar per defensar la ciutat i el va derrotar i rebutjar cap a Cannes. El general samnita Trebaci, va continuar avançant, i va travessar el riu Aufidi, però va ser atacat per Cosconi, que el va derrotar. El samnita va perdre 15.000 homes i la resta van haver de fugir a Canusium. Més tard, Cosconi va avançar pel territori dels larinats, venusins i apulis i va derrotar els pediculs en dos dies.
Probablement és el mateix Gai Cosconi que va ser enviat a Il·líria amb títol de procònsol l'any 79 aC i va conquerir part de Dalmàcia, ocupant Salona. Després de la guerra va tornar a Roma al cap de dos anys.